# Prototype (Computerspiel, 1995)
Prototype ist ein Computerspiel aus dem Genre Shoot ’em up, das vom österreichischen Studio neo Software in Zusammenarbeit mit Surprise! Productions entwickelt und 1995 über Max Design ausschließlich für PC veröffentlicht wurde. Bei seiner Veröffentlichung stieß es von Seiten der Fachpresse auf Zuspruch und wurde im Allgemeinen als fortschrittlicher Vertreter seines Genres betrachtet.

## Spielinhalt
Die Hintergrundgeschichte thematisiert eine Invasion der Erde durch Außerirdische, der als letztes Mittel der titelgebende Prototyp eines neuen Kampfraumschiffes entgegengesetzt wird.
Prototype ist ein horizontal scrollendes Shoot ’em up, bei dem der Spieler sein Raumschiff durch die Level bewegt, dabei Hindernissen ausweicht, feindliche Ziele beschießt und gelegentlich hilfreiche Power-ups einsammelt. Prototype unterscheidet sich dabei in einigen Punkten von anderen Spielen des Genres. Zunächst einmal basiert die Waffenauswahl darauf, dass das Raumschiff des Spielers von vornherein mit vier verschiedenen Waffensystemen ausgerüstet ist. Für diese muss jedoch die Munition eingesammelt werden, sodass nicht alle Waffen permanent zur Verfügung stehen. Sofern Munition vorhanden ist, kann zwischen den Waffensystemen frei gewählt werden. Die anfliegenden Formationen gegnerischer Flugobjekte in den Levels sind nicht vorgegeben, sondern werden in Teilen zufällig variiert. Zudem erlaubt Prototype jederzeit das Abspeichern und Laden des Spielstandes, allerdings existiert kein einstellbarer Schwierigkeitsgrad.
Die technische Umsetzung von Prototype basiert auf einer Sprite-Grafik im VGA-Modus (320×240 Pixel, 256 Farben), bei der die Levelhintergründe im Rahmen von Parallax-Scrolling auf sechs Ebenen vorbeilaufen. Die Sprites der im Spiel dargestellten Objekte wurden vorgerendert. Für leistungsschwächere PCs bestand die Möglichkeit, einige der Parallax-Ebenen abzuschalten oder auf Zeilenverdopplung zurückzugreifen. Der den Genres Hard Rock und Heavy Metal zuzuordnende Soundtrack des Spiels war als CD-Audio-Spur gespeichert.

## Rezeption
Die deutschsprachige Fachpresse beurteilte Prototype nach seiner Veröffentlichung durchwegs gut, wobei insbesondere die Präsentation gelobt wurde. Die beste Wertung vergab die Zeitschrift PC Games in Ausgabe 5/1995 mit 84 %. Chefredakteur Oliver Menne schrieb dazu:

„In puncto Grafik haben die Österreicher teilweise wahre Wunderdinge geleistet […] die teilweise bildschirmfüllenden Endmonster wirken besonders atemberaubend. […] Prototype bietet alles, was das Herz eines Actionspielers begehrt. Schnelle Grafik, rasanter Spielfluß und treibende Gitarrenriffs fesseln stundenlang vor den Bildschirm.“

In der PC Player (Ausgabe 5/1995) wurde Prototype mit 67 % bewertet. Redakteur Florian Stangl hob dabei heraus, dass „das Parallax-Scrolling und die anfliegenden Gegner-Formationen optische Hektik [garantieren], während der erstklassige Soundtrack für einen zusätzlichen Adrenalig-Stoß sorgt.“ Kritisiert wurde jedoch der recht hohe und nicht einstellbare Schwierigkeitsgrad, was dazu führe, dass „Einsteiger und Leute mit schwachem Herzen […] sich Prototype erst einmal aus der Ferne ansehen [sollten]“. Im Vergleich zu Konkurrenzprodukten wie Raptor von Apogee Software wurde bei Prototype ein etwas simpleres Leveldesign angemerkt.
Die Power Play bewertete Prototype in Ausgabe 5/1995 mit 70 %. Knut Gollert kommentierte dabei das Spiel wie folgt:

„Eigentlich ist es schade drum, aber das Potential, das technisch in Prototype steckt, wurde nicht zu dem Spiel umgesetzt, das erwartet wurde. […] Zum einen mangelt es dem Prototyp im Vergleich zur Konkurrenz an echter Abwechslung: Die Levels gleichen sich zu sehr, die zufälligen Angriffsformationen sind nicht zufällig genug, die Extrawaffen nicht gerade zahlreich […] Ballerfreunde und Österreicher müssen zugreifen, alle anderen spielen mal wieder Probe.“

Später zeichnete die Abandonware-Seite Home of the Underdogs das Spiel mit der Auszeichnung Top Dog aus und kommentierte hierzu:

“The game boasts excellent multi-parallax scrolling graphics with amazing illusion of depth. […] One of the game’s strengths is that the number and pattern of enemies change from game to game, which give the game an excellent replay value since no two game will be exactly the same. […] The excellent production value, smooth animations, and even an outstanding soundtrack […] makes this underdog far above your average shooter.”

„Das Spiel kann sich eines exzellenten Parallax-Scrollings mit einer verblüffenden Illusion räumlicher Tiefe rühmen. […] Eine der Stärken des Spiels ist die Änderung von Anzahl und Formationen der Gegner von Spiel zu Spiel, was einen außergewöhnlichen Wiederspielwert bedeutet, denn kein Durchgang gleicht dem anderen. […] Die exzellente Produktion, glatte Animationen und ein herausragender Soundtrack heben diesen Underdog weit über den Shooter-Durchschnitt.“

Nach der ursprünglichen Veröffentlichung erfuhr Prototype als Bestandteil der Spielesammlung Gold Games (1996) und als Heftbeilage der PC Joker (Ausgabe 1/1998) weitere Verbreitung.